# Carlos Mezzano Camino
Carlos Mezzano Camino (Santiago, 1 de enero de 1902 - Ibíd, 20 de mayo de 1991) fue un militar chileno. Se desempeñó como Comandante en jefe del Ejército de Chile entre marzo de 1953 y junio de 1954.

## Biografía
Nació en Santiago el 1 de enero de 1902. Hijo del matrimonio formado por Agustín Olcese Mezzano y Carmen Camino.
Se casó con Raquel Bennett Leay (Valdivia, 6 de junio de 1905 - 11 de abril de 2006, Santiago) y fueron padres de; Raquel (n. 1927 - f. 2007), Virginia (n. 1928 - f. 2008), Carlos (c. n. 1929 - f. 2010), Alicia (f. 2018) y un quinto.

## Carrera militar
En 1916, a los 14 años de edad, inicia su carrera militar como Cadete de la Escuela Militar y egresa, cuatro años más tarde, con el grado de Teniente 2.º de Infantería.
Su primera destinación es el Regimiento de Infantería Nº 14 Caupolicán y, posteriormente, la Escuela Militar. Como Capitán, se desempeña en el Regimiento Nº 6 Chacabuco, en 1930.
En 1936, al egresar de la Academia de Guerra, regresa al Regimiento Caupolicán; recibe su título de Oficial de Estado Mayor, siendo trasladado con posterioridad, al Estado Mayor de la IV División de Ejército.
Como Mayor, presta servicios en el Regimiento Maipo y en la Escuela de Infantería, unidad donde asciende a Teniente Coronel, para regresar como Comandante del Regimiento Caupolicán.
Al cumplir 25 años de servicio, pasa al Cuartel General del Ejército y, en 1947, al Estado Mayor General.
Como Coronel fue director de la Escuela de Infantería, secretario del Comando en jefe del Ejército y adicto militar a la Embajada de Chile en la República Argentina, en 1951.
Dirigió el Instituto Geográfico Militar (IGM) y en ese puesto, alcanzó el grado de General.
El 11 de marzo de 1953, es nombrado Comandante en Jefe del Ejército, y en esa calidad, se traslada a Estados Unidos, cumpliendo una invitación oficial del gobierno de ese país.
De regreso a sus altas funciones, alcanza en 1954, el grado máximo de General de División.
Seis meses después, el 10 de junio del mismo año, se le concede el retiro de la Institución.
Falleció en Santiago el 20 de mayo de 1991 a los 89 años.

### Historial militar
Su historial de ascensos en el Ejército fue el siguiente:
- 1916: Cadete de la Escuela Militar
- 1919: Alférez
- 1920: Subteniente
- 1925: Teniente
- 1930: Capitán
- 1936: Mayor
- 1941: Teniente coronel
- 1946: Coronel
- 1952: General de Brigada
- 1954: General de División
- 1954: General de ejército